# Eva Slámová
Eva Slámová (22. září 1959 – 24. prosince 2010) byla česká amerikanistka, překladatelka z angličtiny, divadelní režisérka a šéfredaktorka nakladatelství Argo.
Předtím působila v nakladatelství Odeon. Do češtiny uvedla v edici řadu významných cizích autorů, věnovala se i práci s mladými domácími literárními talenty. Zemřela ve věku 51 let na rakovinu.